# Newburg (Virginie-Occidentale)
Pour les articles homonymes, voir Newburg.
Newburg est une ville américaine située dans le comté de Preston en Virginie-Occidentale. Selon le recensement de 2010, Newburg compte 329 habitants. La municipalité s'étend sur 0,79 milles carrés (2,05 km2).
Newburg est une ville nouvelle construite par la Baltimore and Ohio Railroad, ; « new burg » signifiant « nouveau bourg » en français. Avant d'adopter son nom actuel en 1854, elle s'est brièvement appelée Stop 88 en 1852 (car située à 88 km de Cumberland) puis Simpson's Water Station en 1853. Newburg devient une municipalité en 1868,.